# Te dejo Madrid
 (mars 2012).
Si vous disposez d'ouvrages ou d'articles de référence ou si vous connaissez des sites web de qualité traitant du thème abordé ici, merci de compléter l'article en donnant les références utiles à sa vérifiabilité et en les liant à la section « Notes et références ».
Singles de Shakira
The One
(2002) Que Me Quedes Tú
(2002)
Pistes de Laundry Service
Fool
(7) Poem to a Horse
(9)
Te Dejo Madrid est une chanson écrite par la chanteuse Shakira  sur la ville de Madrid, capitale de l'Espagne. Elle est sortie en tant que cinquième single de l'album Laundry Service dans nombre de pays européens en 2002, mais pas aux États-Unis. Te Dejo Madrid a été un succès, atteignant la première place des classements musicaux en Italie et en Espagne.

## Clip vidéo
(avril 2013).
Le contenu est difficilement compréhensible vu les erreurs de traduction, qui sont peut-être dues à l'utilisation d'un logiciel de traduction automatique.
Le clip de "Te Dejo Madrid" est tristement célèbre pour rappeler le procès du torero espagnol Julián López Escobar qui a déposé plainte contre Shakira pour l'utilisation d'images de ses performances sans sa permission. Dans le clip, Shakira est couchée sur un lit et en face d'un miroir dans un costume de la tauromachie. La télévision montre des scènes de tauromachie. Shakira court ensuite vers le stade où ces performances sont enregistrées, avec une paire de grands ciseaux. Quand elle arrive, il y a un homme, le torero, à l'intérieur de l'arène, qui est représenté dans la vidéo comme peut-être son amant, qui se regarde dans le miroir. Shakira retourne le miroir autour pour se retrouver face au torero. Shakira est représentée avec un masque de taureau sur et elle est dépeinte comme le taureau. Ils s’approchent face à face et elle touche ses lèvres, mais se détourne et joue le solo d'harmonica. La vidéo se termine avec Shakira coupant ses longs cheveux dans le miroir.

## Live
En 2003 et 2004, Shakira a interprété la chanson en direct lors de son concert Tour of the Mongoose. Cependant, la chanson a été réalisée uniquement dans les pays de langue espagnole qui ont été visités pour la tournée. En 2006 et 2007, Shakira a interprété la chanson à chaque concert de sa tournée Oral Fixation Tour. En 2010 et 2011, Shakira a interprété la chanson à chaque concert de sa tournée The Sun Comes Out World Tour.